# Disegni e modelli
L'invenzione di brevetti, disegni o modelli conferisce al suo autore un insieme di diritti di proprietà intellettuale, ai quali nel corso degli anni è stata riconosciuta una tutela giuridica sempre più ampia e dettagliata.

## Profilo storico

### Antichità
Il primo caso di esclusiva garantita dalla legge all'inventore riguarda la gastronomia: nella città di Sibari nel VI secolo a.C. la legge garantiva ai cuochi inventori di nuove ricette l'esclusiva per un anno.

### Era moderna
La prima legge che stabilisce che l'inventore abbia l'esclusiva o almeno un privilegio nella divulgazione della propria crerazione è una legge veneziana del 1474, la Parte; legislazioni successive (secoli XVII-XIX), europee e statunitensi, perfezionarono i principi guida del diritto di proprietà industriale, quali l'esclusiva, i limiti territoriali, ecc.

### La Convenzione di Unione di Parigi
L'attuale sistema internazionale di protezione giuridica dei disegni e modelli ha conosciuto una rapida evoluzione negli ultimi anni e può dirsi in riferimento alla Convenzione di Unione di Parigi per la protezione della proprietà industriale del 20 marzo 1883, nel testo da ultimo riveduto a Stoccolma il 14 luglio 1967, ratificato e reso esecutivo in Italia dalla L. 28 aprile 1976, n. 424, entrata in vigore il 24 aprile 1977, in cui venne stabilito il principio di reciprocità tra gli Stati membri dell'Unione, obbligati così a garantire protezione e privilegi ai cittadini degli altri Stati nello stesso modo e misura dei propri.

### Il codice civile del 1942 e le coeve leggi speciali
La legislazione italiana prevedeva tre principali tipologie di brevetto:
1. le invenzioni industriali, intese come soluzione nuova e originale ad un problema tecnico, atta ad avere un'applicazione industriale, disciplinate dagli artt. 2584-2591 c.c. e dal R.D. 29 giugno 1939, n. 1127, 'Testo delle disposizioni legislative in materia di brevetti per invenzioni industriali', nonché dal R.D. 5 febbraio 1940, n. 244, 'Testo delle disposizioni regolamentari in materia di brevetti per invenzioni industriali';
2. i modelli di utilità, intesi come soluzione nuova che conferisce particolare efficacia e/o facilità di impiego a macchinari o oggetti già esistenti, disciplinati dagli artt. 2592 e 2594 c.c. e dal R.D. 25 agosto 1940, n. 1411, 'Testo delle disposizioni legislative in materia di brevetti per modelli industriali', nonché dal R.D. 31 ottobre 1941, n. 1354, 'Testo delle disposizioni regolamentari in materia di brevetti per modelli industriali';
3. i modelli e disegni ornamentali intesi come caratteristica nuova che conferisce un particolare e distintivo ornamento ad oggetti industriali, disciplinati dagli artt. 2593 e 2594 c.c. e dalle leggi speciali di cui al punto precedente.

### La normativa comunitaria
La materia dei modelli e disegni ornamentali è stata profondamente innovata negli ultimi anni sotto la spinta della legislazione comunitaria, ed in particolare:
- dalla Direttiva CE 13 ottobre 1998, n. 71, 'Direttiva del Parlamento europeo e del Consiglio sulla protezione giuridica dei disegni e dei modelli', recepita dal D.Lgs. 2 febbraio 2001, n. 95;
- dal Regolamento CE 12 dicembre 2001, n. 6, 'Regolamento del Consiglio su disegni e modelli comunitari';
- dal Regolamento CE 21 ottobre 2002, n. 2245, 'Regolamento della Commissione recante modalità di esecuzione del Regolamento (CE) n. 6/2002 del Consiglio su disegni e modelli comunitari'.

All'esito di questo processo riformatore l'istituto ha assunto la diversa denominazione attuale di disegni e modelli ed è tutelato non più mediante brevettazione bensì a seguito di registrazione.

### Il codice della proprietà industriale
Il D.lgs. 10 febbraio 2005, n. 30, recante il 'Codice della proprietà industriale' (abbreviato: c.p.i.), ha riunito in un corpo normativo organico le norme in materia di proprietà intellettuale, compresi i disegni e modelli, disciplinati dagli artt. 31-44 c.p.i.

## Disciplina nazionale

### Nozione
Per disegno o modello si intende l'aspetto, in termini di caratteristiche della forma, della struttura, delle linee, dei contorni, dei colori, dei materiali e dell'ornamento, di un prodotto intero o di una sua parte, dove per prodotto si intende un oggetto industriale o artigianale, eventualmente inclusi i componenti destinati all'assemblaggio per formare il prodotto complesso, gli imballaggi, i simboli grafici, i caratteri topografici e le presentazioni (art. 31 c.p.i.).

### Requisiti per la registrazione
La registrazione di un disegno o modello è possibile presentando domanda presso l'Ufficio Italiano Brevetti e Marchi (UIBM); la registrazione viene concessa quando il disegno o modello presenti i caratteri della novità e della individualità.
Il carattere di novità è proprio di disegni e modelli mai divulgati precedentemente rispetto alla data della domanda di registrazione (art. 32 c.p.i.), mentre il carattere individuale appartiene ai disegni e ai modelli la cui impressione generale suscitata nell'utilizzatore informato (destinatario di eventuali divulgazioni anteriori) differisce considerevolmente dall'impressione generale suscitata dai disegni e modelli precedentemente divulgati (art. 33 c.p.i.). La divulgazione di un disegno o modello avviene quando esso è reso accessibile al pubblico tramite registrazione, esposizione, commercializzazione o altri processi comunque necessariamente noti agli ambienti del settore coinvolto, operanti nella Comunità (art. 34 c.p.i.).
Con la medesima domanda si può richiedere la registrazione di diversi disegni e modelli (fino a 100), tutti però destinati all'attuazione o all'incorporazione in oggetti appartenenti alla stessa classe della classificazione internazionale risalente all'Accordo di Locarno dell'8 ottobre 1968, ratificato e reso esecutivo con L. 22 maggio 1974, n. 348, e successive modifiche (art. 39 c.p.i.).

### Effetti della registrazione
La registrazione attribuisce al richiedente il diritto esclusivo sui disegni e modelli (art. 38). Non sempre il titolare e l'ideatore coincidono: fermo il diritto morale dell'ideatore di essere riconosciuto autore (artt. 2594 e 2588 c.c.), questi può trasferire ad altri, sia inter vivos che mortis causa, il diritto di chiedere la registrazione, oppure può trattarsi di un dipendente la cui opera creativa rientri tra le mansioni svolte (artt. 2594, 2589, 2590 c.c., 38 c.p.i.).
Una volta registrato il disegno o modello, il titolo ha durata quinquennale, prorogabile per ulteriori quinquenni fino ad un massimo di 25 anni (art. 37 c.p.i.). I disegni e i modelli che al tempo stesso accrescono l'utilità dell'oggetto possono essere contemporaneamente brevettati come modelli di utilità (art. 40 c.p.i.), mentre quelli dotati intrinsecamente di valore artistico e carattere creativo particolare possono essere ulteriormente tutelati dal diritto d'autore, estendendo la durata della relativa tutela fino a 70 anni dopo la morte del titolare (art. 44 c.p.i.).

## Disciplina comunitaria
Negli ultimi anni, la tutela giuridica dei disegni e modelli nell'Unione Europea è stata oggetto di innovazioni volte a regolamentarne in maniera univoca i vari aspetti, dalla creazione, alla realizzazione, alla commercializzazione; si fa riferimento alla Direttiva 98/71/CE ed al Regolamento (CE) 6/2002 già citati.

### La Direttiva 98/71/CE
La Direttiva 98/71/CE può essere definita armonizzante in quanto obbliga i 15 Stati allora membri dell'UE (27 a partire dal 1º gennaio 2007) ad uniformare le norme vigenti sulla tutela giuridica di disegni e modelli, mirando così a risolvere l'eterogeneità delle legislazioni nazionali precedenti e porre fine alla situazione di insicurezza giuridica che ne derivava, basandosi sul principio fondamentale, già citato, che la protezione dei disegni e dei modelli conferisce diritti esclusivi sulla forma di un singolo prodotto, di un prodotto complesso o di un particolare componente a condizione che il disegno o il modello sia nuovo e abbia carattere individuale (articolo 1 e 3 della Direttiva).
L'Italia ha dato attuazione alla Direttiva con citato D.Lgs. 95/2001, realizzando una profonda revisione della legislazione in materia di disegni e modelli, simboleggiata dal ricordato passaggio dalla terminologia di disegni e modelli ornamentali a quella di disegni e modelli registrati; la normativa nazionale in vigore prima dell'attuazione della direttiva comunitaria faceva infatti riferimento ai cosiddetti disegni e modelli ornamentali, caratterizzati da finalità essenzialmente estetiche e su questa base distinti dal marchio, definito invece come forma di mera fantasia, del tutto priva di finalità estetiche o funzionali, o comunque di particolare utilità, la cui finalità è la distinzione del prodotto da altri concorrenti.
L'abbandono della nozione di ornamento con l'attuazione della Direttiva 98/71/CE sopprime ogni riferimento a caratteristiche estetiche e fa sì che possano godere di tutela giuridica anche i disegni e modelli industriali funzionali o ergonomici.

### Il Regolamento CE 6/02: disegni e modelli comunitari
Il Regolamento (CE) 6/2002 istituisce un nuovo e particolare strumento di tutela giuridica di disegni e modelli, noto come disegno o modello comunitario, che rappresenta un titolo unitario valido in tutta l'Unione Europea e destinato a coesistere con i disegni e modelli nazionali, con i quali condivide comunque le medesime norme sostanziali di protezione giuridica, al fine di garantire l'unità di applicazione indipendentemente dallo strumento di tutela scelto dall'ideatore.
Il disegno o modello comunitario protegge la forma di un prodotto o parte di esso (dove per forma e prodotto si intendono concetti già precedentemente chiariti) ma non i disegni contrari all'ordine pubblico o ai principi della moralità, le parti non comunemente visibili, le caratteristiche della forma di un prodotto imposte unicamente dalla funzione tecnica del prodotto stesso e le interconnessioni obbligate, mentre vengono altresì tutelati i disegni e i modelli che consentono la connessione multipla o l'assemblaggio di prodotti intercambiabili con un sistema modulare.
I disegni e modelli comunitari si presentano in due forme, registrato e non registrato, entrambi comunque necessariamente dotati dei due requisiti fondamentali (comuni anche ai disegni e modelli nazionali) di novità e carattere individuale.

#### Disegni e modelli comunitari registrati
La procedura di registrazione di un disegno o modello comunitario registrato è uniforme in tutto il territorio dell'UE ed è disponibile a partire dal 1º aprile 2003; essa richiede la presentazione di apposita domanda presso l'Ufficio per l'armonizzazione nel mercato interno (UAMI), con sede ad Alicante; il titolare di tale registrazione acquisirà il diritto esclusivo alla realizzazione e alla commercializzazione del disegno o modello protetto in forma unica o nei prodotti in cui è incorporato, per un periodo di 5 anni, prolungabile fino a 25 anni con rinnovi successivi.
Al momento della presentazione della domanda l'UAMI non procede ad un esame dei requisiti di validità, al fine di rendere rapida la procedura di registrazione; il controllo della validità del titolo sarà invece realizzato dall'UAMI nel caso in cui, dopo la registrazione, venga intentato un procedimento di nullità davanti allo stesso Ufficio o davanti ai tribunali nazionali nel caso in cui lo si richieda nel quadro di un procedimento per un'azione di contraffazione.

#### Disegni e modelli comunitari non registrati
Il disegno o modello comunitario non registrato è operativo dal 6 marzo 2002; si tratta di un diritto di modello o disegno comunitario di fatto, che viene acquisito dall'autore gratuitamente e automaticamente (senza presentazione di domanda) a partire dalla data di divulgazione o di uso pubblico e ha durata di 3 anni. La tutela conferita dal disegno o modello non registrato è meno articolata rispetto al suo corrispettivo registrato e protegge il disegno o modello soltanto dalla copiatura: il titolare invoca il diritto dinanzi ai tribunali nazionali provando che il presunto contraffattore conosceva o non poteva non conoscere il disegno o modello da lui divulgato.
L'istituzione del disegno o modello non registrato mira pertanto a tutelare giuridicamente i prodotti con vita commerciale di breve durata, molto rappresentati nei settori della moda, del tessile o dei giocattoli; anche se rapida e non particolarmente costosa, la registrazione è infatti una procedura comunque poco idonea per prodotti destinati a rimanere sul mercato per periodi spesso inferiori ad un anno, per i quali il titolo di disegno o modello non registrato offre un'adeguata protezione dalla copiatura, senza richiedere alcun costo o procedura formale per la sua costituzione.
Il disegno o modello non registrato ha un'altra importante finalità: esso infatti offre tutela contro la copiatura ai disegni e modelli per i quali è stata fatta domanda di registrazione ma che nell'anno precedente alla presentazione di quest'ultima, attraversano un periodo di sperimentazione durante il quale, se non esistesse il disegno o modello comunitario non registrato, potrebbero essere impunemente copiati in quanto non ancora registrati. Questo periodo di sperimentazione della durata di un anno è previsto dalle nuove normative comunitarie ed è mirato ad evitare che le divulgazioni del disegno o modello precedenti alla data del deposito, effettuate dal creatore stesso o con il suo consenso, distruggano la novità del disegno o modello depositato. Nell'anno successivo alla prima divulgazione, infatti, contrariamente a quanto accadeva con la normativa nazionale preesistente, qualsiasi divulgazione del disegno o modello da parte del creatore, o con il suo consenso, non distrugge il carattere di novità della creazione, che può così essere commercializzata e testata in termini di successo commerciale, senza compromettere la validità di una registrazione richiesta entro un anno; in questo periodo di sperimentazione della durata di un anno il disegno o modello non registrato pertanto protegge il prodotto dalla copiatura, che altrimenti non sarebbe perseguibile.

#### Esclusioni dalla tutela: i pezzi di ricambio
La definizione di disegno o modello comunitario data dal Regolamento (CE) 6/2002 esclude chiaramente dalla protezione le parti non comunemente visibili, lasciando così irrisolta la questione delle componenti di un prodotto complesso destinate alla riparazione del prodotto stesso e quindi al ripristino del suo aspetto originario, spesso non visibili, questione tipicamente rappresentata dai pezzi di ricambio automobilistici ed in particolare dagli elementi della carrozzeria. È stata quindi data autonomia legislativa in merito agli Stati membri, che hanno potuto mantenere in vigore o liberalizzare il regime di tutela, mantenendo però in tal modo un notevole intralcio alla libera circolazione di questi prodotti nel mercato comunitario.
In Italia è stato mantenuto il principio secondo cui, in accordo con la normativa vigente, tali componenti non sono tutelabili e i relativi disegni e modelli non possono essere invocati contro riproduzioni non autorizzate. Si attende pertanto una soluzione unitaria da parte del legislatore comunitario al fine di liberalizzare il mercato secondario dei pezzi di ricambio.

#### Tutele alternative
Oltre al disegno o modello comunitario, l'ideatore può ricorrere a diversi altri strumenti giuridici di tutela della forma dei prodotti. La riforma comunitaria ha avuto un effetto uniformante anche per quanto riguarda i marchi figurativi: la forma tridimensionale di un prodotto può essere registrata come marchio, nazionale o comunitario, qualora essa sia sufficientemente distintiva da identificare l'impresa produttrice; il titolo di marchio dura dieci anni e può essere rinnovato all'infinito.
Un altro strumento di tutela giuridica è rappresentato dal diritto d'autore; la normativa comunitaria permette ad ogni Stato membro dell'UE di regolamentare autonomamente i requisiti per il riconoscimento del diritto d'autore ai disegni industriali; l'Italia ha modificato la legge sul diritto d'autore eliminando il concetto di scissione del valore artistico dell'opera dal carattere industriale del prodotto e introducendo quelli del carattere creativo e del valore artistico intrinseci alle opere di disegno industriale. Saranno necessari chiarimenti in merito a questi principi introdotti ma è facile supporre che in Italia, a differenza della Francia o del Benelux, il diritto d'autore sarà riconosciuto soltanto alle opere di illustri designers, il cui valore artistico è univocamente rintracciabile.
Per avere maggiori informazioni riguardo alla tutela dei disegni industriali si può far riferimento al sito della WIPO.